# Liste der Baudenkmale in Tauche
In der Liste der Baudenkmale in Tauche sind alle Baudenkmale der brandenburgischen Gemeinde Tauche und ihrer Ortsteile  aufgelistet. Grundlage ist die Veröffentlichung der Landesdenkmalliste mit dem Stand vom 31. Dezember 2021. Die Bodendenkmale sind in der Liste der Bodendenkmale in Tauche aufgeführt.

## Baudenkmale
In den Spalten befinden sich folgende Informationen:
- ID-Nr.: Die Nummer wird vom Brandenburgischen Landesamt für Denkmalpflege vergeben. Ein Link hinter der Nummer führt zum Eintrag über das Denkmal in der Denkmaldatenbank. In dieser Spalte kann sich zusätzlich das Wort Wikidata befinden, der entsprechende Link führt zu Angaben zu diesem Denkmal bei Wikidata.
- Lage: die Adresse des Denkmales und die geographischen Koordinaten. Link zu einem Kartenansichtstool, um Koordinaten zu setzen. In der Kartenansicht sind Denkmale ohne Koordinaten mit einem roten beziehungsweise orangen Marker dargestellt und können in der Karte gesetzt werden. Denkmale ohne Bild sind mit einem blauen bzw. roten Marker gekennzeichnet, Denkmale mit Bild mit einem grünen beziehungsweise orangen Marker.
- Bezeichnung: Bezeichnung in den offiziellen Listen des Brandenburgischen Landesamtes für Denkmalpflege. Ein Link hinter der Bezeichnung führt zum Wikipedia-Artikel über das Denkmal.
- Beschreibung: die Beschreibung des Denkmales
- Bild: ein Bild des Denkmales und gegebenenfalls einen Link zu weiteren Fotos des Baudenkmals im Medienarchiv Wikimedia Commons

### Briescht
| ID-Nr.                           | Lage                 | Bezeichnung                                                       | Beschreibung | Bild               |
| -------------------------------- | -------------------- | ----------------------------------------------------------------- | --- | ------------------ |
| 09115528                         | Dorfstraße 39 (Lage) | Försterei mit Forsthaus, Pferdestall, zwei Scheunen und Erdkeller | Die ehemalige königliche Alte Försterei Briescht entstand um 1900 mitten im Dorf auf dem Gelände des weitläufigen Ritterguts Briescht, dessen Gutshaus 1896 durch einen Brand zerstört worden war. Das zweigeschossige, dreiachsige Forsthaus aus rotem Ziegelstein wurde auf einem Feldsteinsockel errichtet. Der massive 1 ½ geschossige Pferdestall aus Ziegelstein schließt an das Wohnhaus an. Die hölzerne Durchfahrtsscheune besteht aus Fachwerk und ist verbrettert. Die drei Gebäude sind mit Satteldächern gedeckt. Die massive Kelleranlage an der straßenseitigen Hofzufahrt ist aus Feldstein und Ziegelwerk gearbeitet. Noch bis 1990 als Brandenburgische Försterei genutzt, dient die 2009 privatisierte „Alte Försterei Briescht“ nun vor allem als Ort für Kunst, Kultur und Erholung. | weitere Bilder     |
| 09115952 Teilobjekt zu: 09115528 | Dorfstraße 39 ()     | Forsthaus                                                         | | ein Bild hochladen |
| 09115953 Teilobjekt zu: 09115528 | Dorfstraße 39 ()     | Pferdestall                                                       | | ein Bild hochladen |
| 09115954 Teilobjekt zu: 09115528 | Dorfstraße 39 ()     | Scheune                                                           | | ein Bild hochladen |
| 09115955 Teilobjekt zu: 09115528 | Dorfstraße 39 ()     | Kelleranlage                                                      | | ein Bild hochladen |

### Giesensdorf
| ID-Nr.                           | Lage               | Bezeichnung | Beschreibung | Bild           |
| -------------------------------- | ------------------ | ----------- | --- | -------------- |
| 09115378 Wikidata                | Giesensdorf (Lage) | Dorfkirche  | Rechteckiger Putzbau mit Satteldach, 1717 erbaut. Kreuz auf dem Ostgiebel. Westlicher Dachturm, verbrettert, mit paarigen Schallöffnungen auf drei Seiten. Wetterfahne mit den Jahreszahlen 1717, 1856 und 1988. Ausstattung: Gemauerter und verputzter Altar mit Kruzifix und Christusfigur (Marmor, 1917). Buntbleiverglastes Fenster in der Ostwand (1955). Hölzerne Kanzel mit polygonalem Kanzelkorb, achtseitige hölzerne Taufe (Ende 18. Jh.), Westempore mit Orgel (1910) des gleichnamigen Sohns von Wilhelm Remler, Berlin. | weitere Bilder |
| 09116016 Teilobjekt zu: 09115378 | Giesensdorf (Lage) | Orgel       | | BW             |

### Görsdorf
| ID-Nr.                           | Lage                       | Bezeichnung                          | Beschreibung | Bild               |
| -------------------------------- | -------------------------- | ------------------------------------ | --- | ------------------ |
| 09115763                         | Blabber 1 (Lage)           | Wohnhaus mit ehemaligen Stallgebäude | | BW                 |
| 09115764 Teilobjekt zu: 09115763 | Blabber 1 ()               | Wohnhaus                             | | ein Bild hochladen |
| 09115380 Wikidata                | Straße des Friedens (Lage) | Dorfkirche                           | Rechteckiger verputzter Feldsteinbau mit Korbbogenfenstern und Satteldach (14./18. Jh.) mit flachem hölzernem Glockenstuhl über dem Westgiebel. Ende April 1945 stark zerstört, Wiederaufbau 1948/49. Ausstattung: Hölzerner gefasster Altaraufsatz (1602). Hölzerne Kanzel (um 1600) mit polygonalem Kanzelkorb. Achtseitige hölzerne Taufe (beginnendes 18. Jh.). Barocker Orgelprospekt auf der Westempore. Seit 1996 Computerorgel an der Südwand. | weitere Bilder     |
| 0911 Teilobjekt zu: 09115380     | Straße des Friedens (Lage) | Orgel                                | | BW                 |

### Kossenblatt
| ID-Nr.                           | Lage                                                                       | Bezeichnung | Beschreibung | Bild                                  |
| -------------------------------- | -------------------------------------------------------------------------- | --- | --- | ------------------------------------- |
| 09115446                         | (Lage)                                                                     | Wehr- und Schleusenanlage Kossenblatt | Besteht aus Nadelwehr, Kammerschleuse, Bootsschleppe, Steuerhaus, Wohnhaus und Wirtschaftsgebäude, an Spree- und Flusskilometer 144,14 | Wehr- und Schleusenanlage Kossenblatt |
| 09115904 Teilobjekt zu: 09115446 | ()                                                                         | Flußwehr | | ein Bild hochladen                    |
| 09115905 Teilobjekt zu: 09115446 | ()                                                                         | Schleuse | | ein Bild hochladen                    |
| 09115906 Teilobjekt zu: 09115446 | ()                                                                         | Steuerhaus | | ein Bild hochladen                    |
| 09115907 Teilobjekt zu: 09115446 | ()                                                                         | Wohnhaus | | ein Bild hochladen                    |
| 09115908 Teilobjekt zu: 09115446 | ()                                                                         | Wirtschaftsgebäude | | ein Bild hochladen                    |
| 09115270                         | An der Zollbrücke 17 (Lage)                                                | Wohnhaus | Das zweigeschossige Fachwerkhaus mit Oberlaube (Oberlaubengalerie) wird auf die Jahre 1701/1800 datiert. Es wird von einem Satteldach gedeckt. Es liegt westlich der alten Spree-Zollbrücke, bis 1815 Grenzbrücke zwischen Preußen und Sachsen. | Wohnhaus                              |
| 09115288 Wikidata                | Lindenstraße (Lage)                                                        | Dorfkirche | Langgestreckte, verputzte Feldsteinkirche mit dreiseitigem Ostabschluss aus dem 14. Jahrhundert. Umbau im 18. Jahrhundert, dabei Anbau einer Sakristei und eines quadratischen Westturms aus Backstein. Die älteste der vier Glocken stammt aus dem Jahr 1582. Die hölzerne Kanzel, um 1736 gefertigt, wurde vom „Soldatenkönig“ Friedrich Wilhelm I. gestiftet, der 1736 Gut und Schloss Kossenblatt gekauft hatte. Die sogenannte Königsloge (in der Südwand) hat eine architektonische Stuckrahmung. Die Orgel auf der Westempore aus dem Jahr 1858 (ein Manual, Pedal, vier Register) wurde 1966 von W. Sauer Orgelbau aus Frankfurt (Oder) restauriert. | weitere Bilder                        |
| 09115660 Teilobjekt zu: 09115288 | Lindenstraße ()                                                            | Glocke | | ein Bild hochladen                    |
| 09115244                         | Lindenstraße 25a-d, 27a-e, 29, 29a-d, 29f, 31, 31a, 33, 33a, 35, 37 (Lage) | Schloss mit Schlosspark und Schlossgarten einschließlich Eiskeller sowie Wirtschaftshof mit altem Herrenhaus, zwei Torhäusern und zwei Gutsarbeiterhäusern mit Hofgebäude | Das Schloss Kossenblatt wurde zwischen 1705 und 1712 auf einer Spreeinsel neben der Gutsanlage errichtet. Im Jahre 1736 erwarb König Friedrich Wilhelm I. das Schloss. Das Herrenhaus auf der Gutsanlage geht vor das Jahr 1581 zurück. 1699 erwarb Hans Albrecht von Barfuß das Rittergut Kossenblatt von Friedrich Wilhelm von Oppen. Es wurde später als Amtshaus genutzt. Seit 2014 befindet sich im alten Herrenhaus ein Landhotel und Restaurant. | weitere Bilder                        |
| 09115860 Teilobjekt zu: 09115244 | Lindenstraße 37 ()                                                         | Schloss | | ein Bild hochladen                    |
| 09115861 Teilobjekt zu: 09115244 | Lindenstraße 37 ()                                                         | Schlosspark & Schlossgarten | | ein Bild hochladen                    |
| 09115862 Teilobjekt zu: 09115244 | Lindenstraße 35 ()                                                         | Herrenhaus & Amtshaus | | ein Bild hochladen                    |
| 09115863 Teilobjekt zu: 09115244 | Lindenstraße 35, 33a, 33b ()                                               | Torhaus | | ein Bild hochladen                    |
| 09115864 Teilobjekt zu: 09115244 | Lindenstraße 25a, 25b, 25c, 25d, 27a, 27b, 27c, 27d ()                     | Gutsarbeiterhaus | | ein Bild hochladen                    |
| 09115865 Teilobjekt zu: 09115244 | Lindenstraße 27e ()                                                        | Nebengebäude | | ein Bild hochladen                    |
| 09115866 Teilobjekt zu: 09115244 | Lindenstraße 29, 29a, 29b, 29c, 29f, 31c, 33c, 35 ()                       | Gutshof | | ein Bild hochladen                    |
| 09115611 Teilobjekt zu: 09115244 | Lindenstraße 35 ()                                                         | Stall | | ein Bild hochladen                    |
| 09115612 Teilobjekt zu: 09115244 | Lindenstraße 29f, 31c, 33c ()                                              | Speicher | | ein Bild hochladen                    |
| 0911 Teilobjekt zu: 09115244     | Lindenstraße 29a, 29b, 29c ()                                              | Scheune | | ein Bild hochladen                    |
| 09115993 Teilobjekt zu: 09115244 | Lindenstraße 29 ()                                                         | Stall | | ein Bild hochladen                    |

### Lindenberg
| ID-Nr.                           | Lage                                 | Bezeichnung | Beschreibung | Bild |
| -------------------------------- | ------------------------------------ | --- | --- | --- |
| 09115416                         | Am Observatorium 12 (Lage)           | Windenhaus für Drachenaufstiege | Das Gebäude entstand im Jahr 1905. Es ist ein achteckiger verglaster Eisenskelettbau, | Windenhaus für Drachenaufstiege |
| 09115417                         | Am Observatorium 12 (Lage)           | Zwei Großdrachen | | BW |
| 09115418                         | Am Observatorium 12 (Lage)           | Drachensonden und Registrierungen | | BW |
| 09115279 Wikidata                | Hauptstraße (Lage)                   | Dorfkirche | Die Kirche geht auf das 14. Jahrhundert zurück. Von 1667 bis 1669 wurde der jetzige Bau errichtet. Nach einem Blitzeinschlag 1917 wurde die Kirche bis zum Jahr 1928 wieder aufgebaut. | weitere Bilder |
| 09115994 Teilobjekt zu: 09115279 | Hauptstraße (Lage)                   | Orgel | | BW |
| 09115661 Teilobjekt zu: 09115279 | Hauptstraße (Lage)                   | Glocke | | BW |
| 09115089                         | Hauptstraße 10a (Lage)               | Empfangsgebäude des Bahnhofs Lindenberg mit Güterschuppen | Der Bahnhof (bis in die 1990er Jahre Lindenberg-Glienicke genannt) ging 1898/99 zusammen mit der Bahnstrecke nach Königs Wusterhausen in Betrieb. Aus dieser Zeit stammt das heute privat genutzte Empfangsgebäude, ein zweigeschossiger Bau mit Sattel- und Krüppelwalmdach mit einem westlich angebauten eingeschossigen Güterschuppen. Nach 2000 wurde der Haltepunkt für den Personenverkehr etwa 200 Meter nach Osten verlegt. | weitere Bilder |
| 0911 Teilobjekt zu: 09115089     | Hauptstraße 10a (Lage)               | Güterschuppen | Der Güterschuppen liegt an der Nordwestseite des Bahnhofes. Es ist ein eingeschossiger, massiver Bau mit einem Satteldach. | Güterschuppen |
| 09115278                         | Hauptstraße 14, 20, Im Park 1 (Lage) | Gutsanlage bestehend aus Gutshaus, Wirtschaftshof mit Speicher, Stall- und Scheunengebäuden sowie Remise mit integrierter Schmiede; Park einschließlich Allee mit angrenzendem Wiesenraum, Pavillon, Colsman-Grabmal, Brücke, Eiskeller, Neugierde; Mauern, Toren, Inspektorenhaus mit Garten und Sitznische sowie Gutsgärtnerei mit Gärtnerhaus, Nebengebäuden und Obstkeller mit Kopfbau | Das Schloss Lindenberg ist ein barocker Zweiflügelbau mit Resten aus dem Spätmittelalter. | Gutsanlage bestehend aus Gutshaus, Wirtschaftshof mit Speicher, Stall- und Scheunengebäuden sowie Remise mit integrierter Schmiede; Park einschließlich Allee mit angrenzendem Wiesenraum, Pavillon, Colsman-Grabmal, Brücke, Eiskeller, Neugierde; Mauern, Toren, Inspektorenhaus mit Garten und Sitznische sowie Gutsgärtnerei mit Gärtnerhaus, Nebengebäuden und Obstkeller mit Kopfbau |
| 09115589 Teilobjekt zu: 09115278 | Hauptstraße (Lage)                   | Herrenhaus / Gutshaus | Es handelt sich um einen zweigeschossigen Bau mit Walmdach auf einem L-förmigen Grundriss. Im Laufe der Jahrhunderte erfolgten diverse Erweiterungen und Umbauten. Datiert mittels Inschrift auf das Jahr 1446. | BW |
| 09115588 Teilobjekt zu: 09115278 | Hauptstraße (Lage)                   | Parkanlage | Die Parkanlage bringt eine Einfriedung mit basierend auf Feldsteinen. Weiterer Bestandteil der Anlage ist ein Gartenteich. Umgestaltung zur Parkanlage erfolgte 1899/1903 (weitere Umgestaltung und Erweiterung 1910). | BW |
| 09115587 Teilobjekt zu: 09115278 | Hauptstraße ()                       | Gartenpavillon | Der Pavillon besitzt einen runden Grundriss und wurde um 1910 erbaut. | ein Bild hochladen |
| 09115596 Teilobjekt zu: 09115278 | Hauptstraße ()                       | Grabmal | Das Grabmal ist Wilhelm Colsmann bewidmet und befindet sich in der nördlichen Parkerweiterung. Datiert auf 1928/1930. | ein Bild hochladen |
| 09115597 Teilobjekt zu: 09115278 | Hauptstraße ()                       | Gartenbank | Die Gartenbank befindet sich an der Südostecke des Parkes. Datiert wird die Bank auf ca. 1910. | ein Bild hochladen |
| 09115608 Teilobjekt zu: 09115278 | Hauptstraße ()                       | Eiskeller | Der Eiskeller ist Wilhelm Colsmann bewidmet und befindet sich an der östlichen Parkgrenze. Datiert auf 1860/1910. | ein Bild hochladen |
| 09115868 Teilobjekt zu: 09115278 | Hauptstraße (Lage)                   | Gutsanlage | | BW |
| 09115591 Teilobjekt zu: 09115278 | Hauptstraße (Lage)                   | Scheune | Liegt an der Hauptstraße jeweils rechts und links des Speichers. Der Ziegelbau mit Feldstein-Sockel und Satteldach wurde um 1900 erbaut. | BW |
| 09115590 Teilobjekt zu: 09115278 | Hauptstraße (Lage)                   | Speicher | Dreigeschossiger Ziegelbau mit Satteldach. Er befindet sich zwischen den beiden Scheunen an de Hauptstraße. Datiert auf 1860/1870. | BW |
| 09115593 Teilobjekt zu: 09115278 | Hauptstraße ()                       | Stall / Kuhstall | Ziegelbau mit Satteldach. Datiert auf 1880/1895 (Umbau 1945/1951). | ein Bild hochladen |
| 09115594 Teilobjekt zu: 09115278 | Hauptstraße ()                       | Remise & Schmiede | Ziegel- und Feldsteingebäude mit Satteldach, auf der Nordseite des Hofes gelegen. Datiert auf 1801/1850 (erweitert 1870). | ein Bild hochladen |
| 09115595 Teilobjekt zu: 09115278 | Hauptstraße ()                       | Scheune / Wirtschaftsgebäude | Ziegelbau auf Feldstein-Sockel mit Satteldach. Auf der Südseites des Hofgeländes befindlich. Erbaut um 1900 (Umbauten 1901/1950). | ein Bild hochladen |
| 09115598 Teilobjekt zu: 09115278 | Hauptstraße ()                       | Inspektorenhaus | Eingeschossiges Gebäude mit einem Krüppelwalmdach. Datiert auf 1920/1930. Nördlich des Gutshofes im Nordwesten der Parkanlage gelegen. | ein Bild hochladen |
| 09115599 Teilobjekt zu: 09115278 | Hauptstraße ()                       | Gartenanlage | Datiert auf ca. 1910/1920. | ein Bild hochladen |
| 09115607 Teilobjekt zu: 09115278 | Hauptstraße ()                       | Gärtnerei | Die Gärtnerei befindet sich im Osten des Parkgeländes. Datiert auf 1920/1930. | ein Bild hochladen |
| 09115600 Teilobjekt zu: 09115278 | Hauptstraße ()                       | Wohnhaus | Zweigeschossiger Ziegelbau mit Walmdach auf einem Feldstein-Sockel. Erbaut ca. 1900 (Umbauten 2000/2010). Es liegt in der nordöstlichen Ecke der Gärtnerei. | ein Bild hochladen |
| 09115601 Teilobjekt zu: 09115278 | Hauptstraße ()                       | Kelleranlage | Ziegel- und Feldsteingebäude als Teil der südlichen Gärtnereimauer. Datiert auf 1920/1930. | ein Bild hochladen |
| 09115602 Teilobjekt zu: 09115278 | Hauptstraße ()                       | Pavillon | Eingeschossiges Gebäude mit Satteldach. An der westlichen Mauer zum Park gelegen. Datiert auf 1880/1895. | ein Bild hochladen |
| 09115419                         | Hauptstraße 33 (Lage)                | Landarbeiterhaus | Landarbeiterkate. 4 Katen (Stube-Kammer-Küche) in einem Gebäude. Baujahr unbekannt (vermutlich zwischen 1910 und 1920). Denkmalensemble mit Gutshaus (Schloss) und Kirche | Landarbeiterhaus |
| 09115498                         | Herzberger Straße 21 (Lage)          | Ballonhalle mit Windenhaus | | Ballonhalle mit Windenhaus |
| 09115940 Teilobjekt zu: 09115498 | Herzberger Straße 21 (Lage)          | Windenhaus | Das Windenhaus befindet sich nördlich der Ballonhalle. Das Haus wurde im Jahre 1937 aus Eisenfachwerk erstellt und ist verkleidet. Der Grundriss ist zwölfeckig. | BW |

### Mittweide
| ID-Nr.                           | Lage                   | Bezeichnung  | Beschreibung | Bild           |
| -------------------------------- | ---------------------- | ------------ | --- | -------------- |
| 09115384                         | Alte Dorfstraße (Lage) | Dorfkirche   | Verputzte evangelische Feldsteinkirche, im Grundbau datiert auf 1401/1450. Ursprünglich ist noch die Ostwand mit den drei Fenstergruppen und das gestufte Portal an der Nordseite. Der westliche, gleichfalls verputzte Dachturm wurde nach 1830 aus Ziegeln errichtet. Die Saalkirche enthält an der östlichen inneren Giebelwand (jetzt im Dachboden) Reste eines freskierten Wandbilds aus der Bauzeit 1401/1450 mit einer Darstellung der Weltenrichter. Die Denkmaldatenbank gibt zwei Orgeln an: 1) Orgelprospekt der Orgelbaufirma Lehmann aus Straupitz von 1857; 2) Instrument von Wilhelm Sauer aus dem Jahr 1900. Die Kirche/Kirchengemeinde gehörte zum ehemaligen Kirchenkreis Lübben und gehört noch mit Stand 2014 als einzige Kirche Tauches zum Kirchenkreis Niederlausitz im Pfarrsprengel Zaue, einem Ortsteil der südlich anschließenden Gemeinde Schwielochsee. | weitere Bilder |
| 09116022 Teilobjekt zu: 09115384 | Alte Dorfstraße (Lage) | Orgel        | | BW             |
| 09115274                         | Lübbener Straße (Lage) | Dorfschmiede | Eingeschossiger massiver Bau aus Feldstein-Ziegel-Mischmauerwerk, datiert auf 1801/1900. Das zweiflügelige Holztor ist senkrecht verbrettert, die Eisenfenster sind mit Gittersprossen versehen. Das Satteldach hat eine neuere Biberschwanz-Doppeldeckung. Der Bau steht auf einem kleinen Platz im Eck Lübbener Straße (B 87)/Alte Dorfstraße nordwestlich vor der Dorfkirche. Seit sieben Generationen im Besitz der Familie Tornow, ist die alte Dorfschmiede heute geschlossen. | Dorfschmiede   |

### Stremmen
| ID-Nr.                           | Lage                         | Bezeichnung | Beschreibung | Bild           |
| -------------------------------- | ---------------------------- | ----------- | --- | -------------- |
| 09115005 Wikidata                | Stremmener Dorfstraße (Lage) | Dorfkirche  | Neugotische, turmlose Saalkirche aus rotem Sichtziegelmauerwerk aus dem Jahr 1883. Möglicherweise 1883 vollendeter, umfassender „Umbau“ des Vorgängerbaus nach Plänen des Architekten Carl Niermann (1832–1896) – Grundrisse und Querschnitte Niermanns aus den Jahren 1869/1871 liegen in der TU Berlin unter dem Titel Kirche, Stremmnen. Umbau und zeigen die heutige Kirche. Der Backsteinbau ruht auf einem Feldsteinsockel und hat im Osten eine fünfseitige eingezogene Apsis und im Westen einen kleinen Anbau sowie einen neogotischen Staffelgiebel. Die Westseite hat acht schmale spitzbogige, verblendete Fenster. Eine der Glocken, die hinter dem Staffelgiebel hängen, stammt laut Denkmaldatenbank aus dem Jahr 1401. Die Bronzeglocke aus dem Jahr 1926 wurde von Franz Schilling gegossen. Die Orgel von 1883/1884 ist ein Werk von Albert Lang. 1995/1996 wurde die Kirche restauriert. Drei Findlinge nördlich der Kirche zeigen die Jahreszahlen 1883, 1680 und 1347 – die Daten des heutigen Baus und der beiden Vorgängerbauten. | weitere Bilder |
| 09115793 Teilobjekt zu: 09115005 | Stremmener Dorfstraße (Lage) | Glocke      | | BW             |
| 09115960 Teilobjekt zu: 09115005 | Stremmener Dorfstraße (Lage) | Orgel       | | BW             |

### Tauche
| ID-Nr.                           | Lage                      | Bezeichnung                               | Beschreibung | Bild           |
| -------------------------------- | ------------------------- | ----------------------------------------- | --- | -------------- |
| 09115187 Wikidata                | Beeskower Chaussee (Lage) | Dorfkirche mit freistehendem Glockenstuhl | Die verputzte Saalkirche wurde 1699/1700 anstelle eines Vorgängerbaus errichtet und ist vom Kirchhof umgeben. Sie wird von einem Walmdach gedeckt. Umbauten erfolgten 1786 und 1800. 1860 wurde ein freistehender Glockenstuhl mit einer Fachwerkkonstruktion erbaut und gleichfalls mit einem Satteldach versehen. Die kleinere Glocke aus Bronzeguss datiert aus dem 14./15. Jahrhundert und die größere Hartgussglocke aus dem Jahr 1956. 1888 wurde im Osten eine Sakristei angebaut. Das Haus verfügt über zwei Orgeln: 1) Instrument der Orgelbaufirma Lehmann aus Straupitz von 1857 auf der Westempore, laut Kirchengemeinde in desolatem Zustand; 2) Orgel-Positiv des Orgelbauers Emil Hammer von 1962 – ein Geschenk der (kirchlichen) Partnergemeinde Duisburg, das sich rechts im Altarraum befindet. Seit 2010 werden Bildfragmente des Kanzelaltars kunsthistorisch untersucht und Tafelmalereien freigelegt und restauriert. 2014 folgte ein Neubau des Glockenstuhls und ein Umbau des Portalbereichs. | weitere Bilder |
| 09115849 Teilobjekt zu: 09115187 | Beeskower Chaussee (Lage) | Glockenstuhl                              | | BW             |
| 0915967 Teilobjekt zu: 09115187  | Beeskower Chaussee (Lage) | Orgel                                     | | BW             |
| 09115578 Teilobjekt zu: 09115187 | Beeskower Chaussee (Lage) | Orgel                                     | | BW             |

### Trebatsch
| ID-Nr.                           | Lage                              | Bezeichnung                   | Beschreibung | Bild                          |
| -------------------------------- | --------------------------------- | ----------------------------- | --- | ----------------------------- |
| 09115006 Wikidata                | Trebatscher Hauptstraße (Lage)    | Dorfkirche                    | Die neogotische Saalkirche mit eingezogenem quadratischen Westturm wurde von 1867 bis 1869 unter Verwendung von Resten eines Vorgängerbaus nach Plänen Stülers aus Feld- und Backsteinen errichtet. Bauherr und Geldgeber war laut Informationsschild vor Ort der König und spätere Deutsche Kaiser Wilhelm I. An der Nordwand im Innenraum hängt als einziges Zeugnis der alten Kirche ein reich geschnitztes und gefasstes Epitaph für Johann Adolph von Reichencron, das vermutlich im Jahre 1697 von einem unbekannten Künstler geschaffen wurde. Reichencron war der Sohn des Johann Friedrich von Reichencron, der wahrscheinlich 1693 das dritte Rittergut Trebatsch gekauft hatte. Die 1969/1970 generalüberholte Orgel auf der Westempore wurde 1869 von Albert Lang gebaut und steht mit gesondertem Eintrag in der Denkmalliste. In den Jahren 2007 bis 2009 erfolgte eine umfassende Restaurierung des Kirchbaus. | weitere Bilder                |
| 09115961 Teilobjekt zu: 09115006 | Trebatscher Hauptstraße (Lage)    | Orgel                         | | BW                            |
| 09115238                         | Trebatscher Hauptstraße 11 (Lage) | Gedenkstein für L. Leichhardt | Gedenkstein für den 1848 auf einer Expedition verschollenen Australienforscher Ludwig Leichhardt, der im Trebatscher Wohnplatz Sabrodt geboren wurde. Der Findling trägt die vierzeilige Inschrift: Dem/Australienforscher/Ludwig Leichhardt/1813–1848. Auf der Rückseite des Steins ist die Denkmalplakette angebracht. In der Denkmaldatenbank ist der Gedenkstein datiert auf „nach 1848“. Er steht auf dem Leichhardtplatz direkt vor der Kirche (vorher vor dem 2010 abgerissenen Schulgebäude). | Gedenkstein für L. Leichhardt |

### Wulfersdorf
| ID-Nr.                           | Lage               | Bezeichnung | Beschreibung | Bild           |
| -------------------------------- | ------------------ | ----------- | --- | -------------- |
| 09115293 Wikidata                | Wulfersdorf (Lage) | Dorfkirche  | Rechteckiger kleiner Feldsteinbau aus dem Mittelalter, 1670 umgebaut. Den heutigen Putzbau deckt ein Zeltdach. Der quadratische Dachturm über dem Westgiebel hat keine Schallöffnungen, ist verbrettert und mit einem Pyramidendach versehen. Kugel, Wetterfahne und (Morgen)Stern krönen den Turm. Kanzelaltar, Taufe, Gestühl und die ornamentale Bemalung im Innenraum stammen aus dem 18. Jahrhundert. Die Bemalung wurde 1908 erneuert. Auf den Brüstungsfeldern der dreiseitigen vorgezogenen Westempore sind biblische Sprüche aufgemalt. | weitere Bilder |
| 09116045 Teilobjekt zu: 09115293 | Wulfersdorf (Lage) | Orgel       | Die Orgel auf der Empore wurde 1925 von Arno Voigt, Mitteldeutscher Orgelbau A. Voigt Bad Liebenwerda, gebaut. Sie verfügt über zwei Manuale, Pedal und elf Register. | BW             |